# Camp d'Affrique
Pour les articles homonymes, voir Affrique.
Le camp d'Affrique (ou cité d'Affrique) est un site archéologique gaulois daté du premier Âge du fer, vers 500 av. J.-C., situé principalement sur la commune française de Messein, dans le département de Meurthe-et-Moselle et la région Lorraine. Plusieurs fouilles archéologiques ont été effectuées au XXe siècle, et quelques poteries et pointes de flèches y ont été trouvées.

## Toponymie
Nicolas de Ludre, seigneur du lieu, s’était paré en 1520 du titre de comte d'Affrique en souvenir d'une colline appelée le Mont Afrique, en Bourgogne, d’où sa famille était originaire. Ainsi le castrum dont il était devenu propriétaire fut-il appelé de même. 

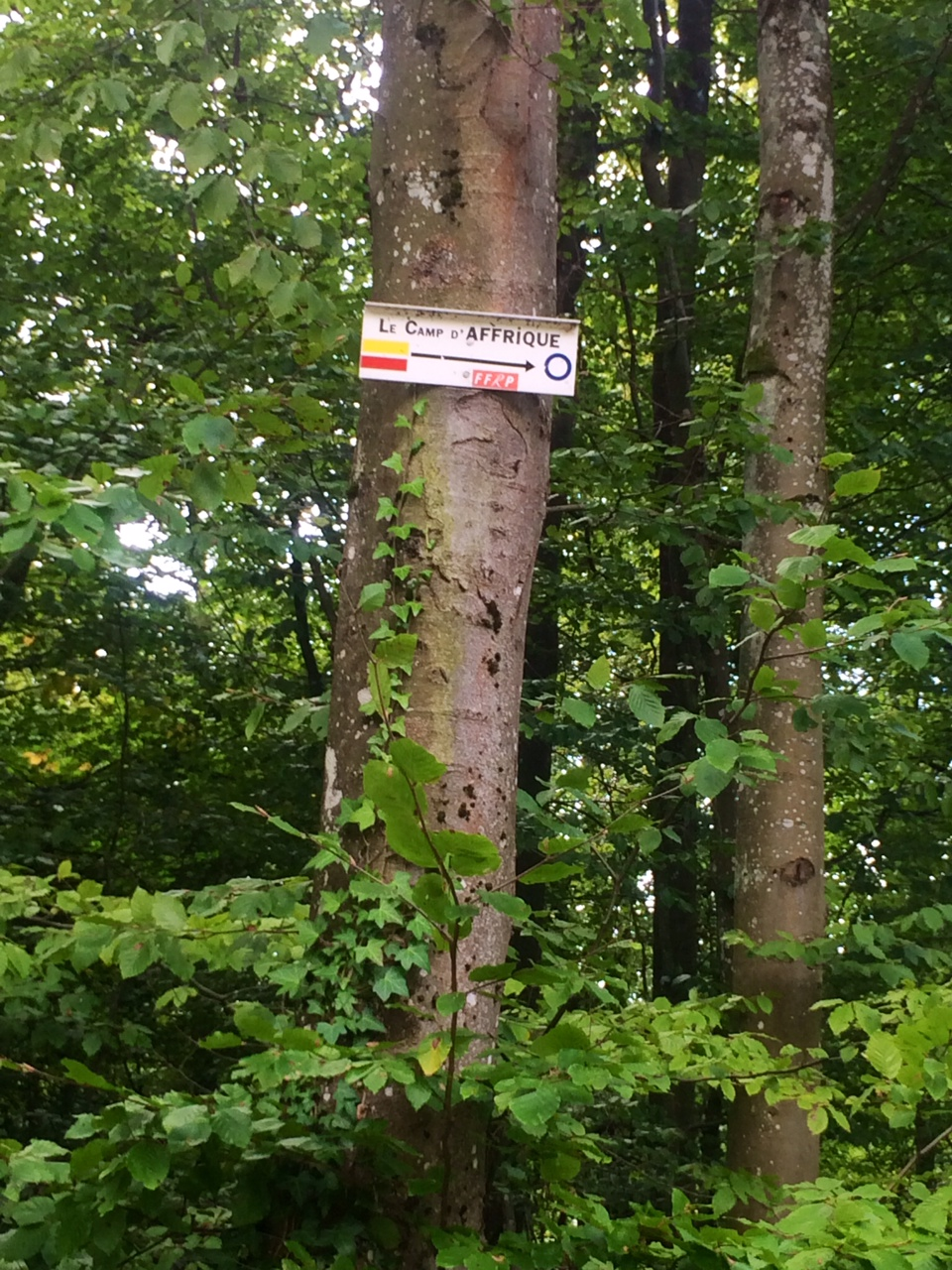
Direction camp d'Affrique par le GR5.

## Situation
Le camp d'Affrique est implanté à l'extrémité sud-est du plateau de Hayes (forêt de Haye), à côté de Nancy, en Meurthe-et-Moselle. Il s'étend principalement sur la commune de Messein, ainsi que sur celle de Ludres. Il culmine à 417 mètres d'altitude et domine la vallée de la Moselle de 200 mètres.

## Historique
Au XVIIIe siècle, le site a été qualifié à tort de camp romain. Des fouilles ont été menées de 1901 à 1912 par Jules Beaupré. Des fouilles plus récentes ont été réalisées de 1981 à 1988.

## Datation
Les fouilles des années 1980 ont permis de dater le début de l'occupation du site au Ve siècle av. J.-C. (culture de Hallstatt) et son abandon vers le IVe siècle av. J.-C.

## Description
Le site est un oppidum leuque composé de remparts doubles en terre, avec soubassements en chaux. Il comporte deux enceintes distinctes : une enceinte principale (le camp d'Affrique proprement dit) et une enceinte annexe appelée « Vieux marché », aménagée sur une terrasse descendant vers Ludres. Le site principal mesure environ 325 mètres sur 225 sur sa plus grande largeur, soit environ 7 hectares, alors que le site secondaire a une forme rectangulaire de 220 mètres sur 70, soit environ 1,5 hectare. L'enceinte principale était protégée par une double fortification large de 55 mètres.
La fouille des remparts principaux a révélé qu'ils ont été construits selon une technique alliant la pierre, l'argile et la chaux. Celle-ci, produite sur place, constituait le cœur du rempart. Appartenant à la famille des remparts calcinés, le rempart de Messein pourrait résulter d'un acte de construction et non de destruction comme cela est parfois supposé.
L'habitat semble avoir été localisé principalement le long des remparts intérieurs et en bordure de falaise,.
Un des aspects remarquables du lieu est de présenter un ensemble de fortifications occupé pendant une période relativement courte.

## Métallurgie
L'extrémité de l'éperon fortifié surplombe une falaise, où s'ouvrent d'anciennes galeries de mines. Des outils de mineurs celtes y ont été trouvés. La découverte d'un atelier de bronzier atteste, par ailleurs, de l'existence d'une production métallurgique dans l'enceinte fortifiée. Le camp d'Affrique jouait probablement un rôle économique important dans la production, et vraisemblablement la commercialisation, d'objets en bronze, notamment de fibules typiques de la période hallstattienne. 
Si l'activité minière du site est très probable dès l'époque celtique, il ne faut cependant pas en faire un grand centre d'exploitation minière, ni surévaluer son activité métallurgique. La découverte de scories ne signifie pas que la réduction du minerai se faisait sur place. Les fouilles n'ont pas encore livré de vestiges de bas-fourneaux métallurgiques, pas plus qu'elles ne laissent supposer une activité de forge.

## Protection
Jules Beaupré, lorsqu'il y effectuait des fouilles, a fait classer le site parmi les « sites et monuments de caractère artistique » par arrêté du 10 mai 1907.
Le site fait l'objet d'une inscription au titre des monuments historiques depuis le 7 septembre 1998.

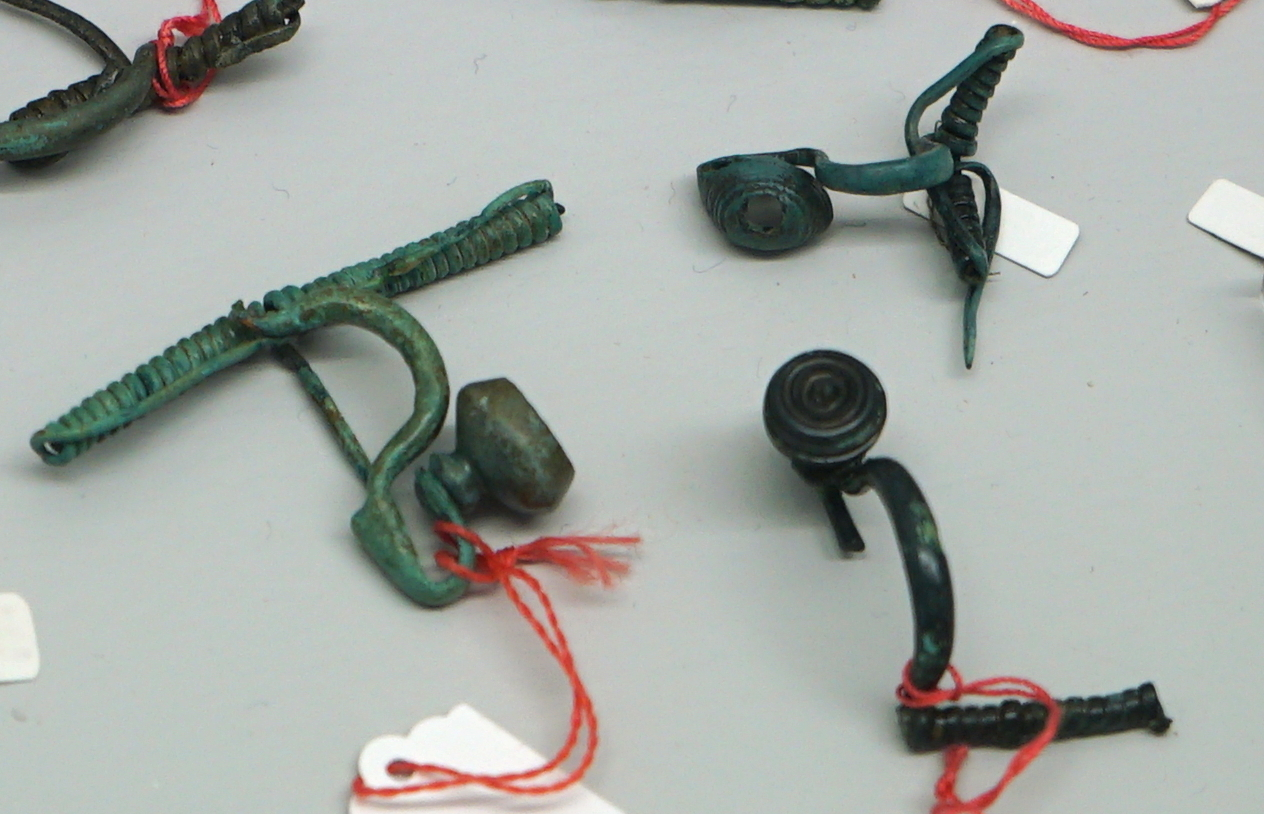
Fibules à cabochon,
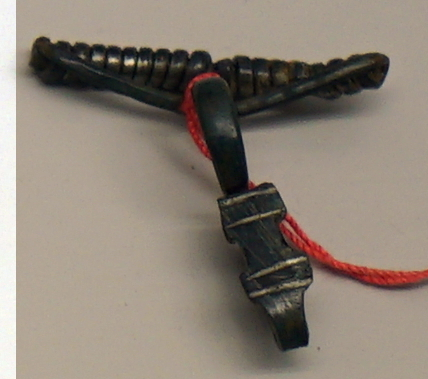
à ressort,
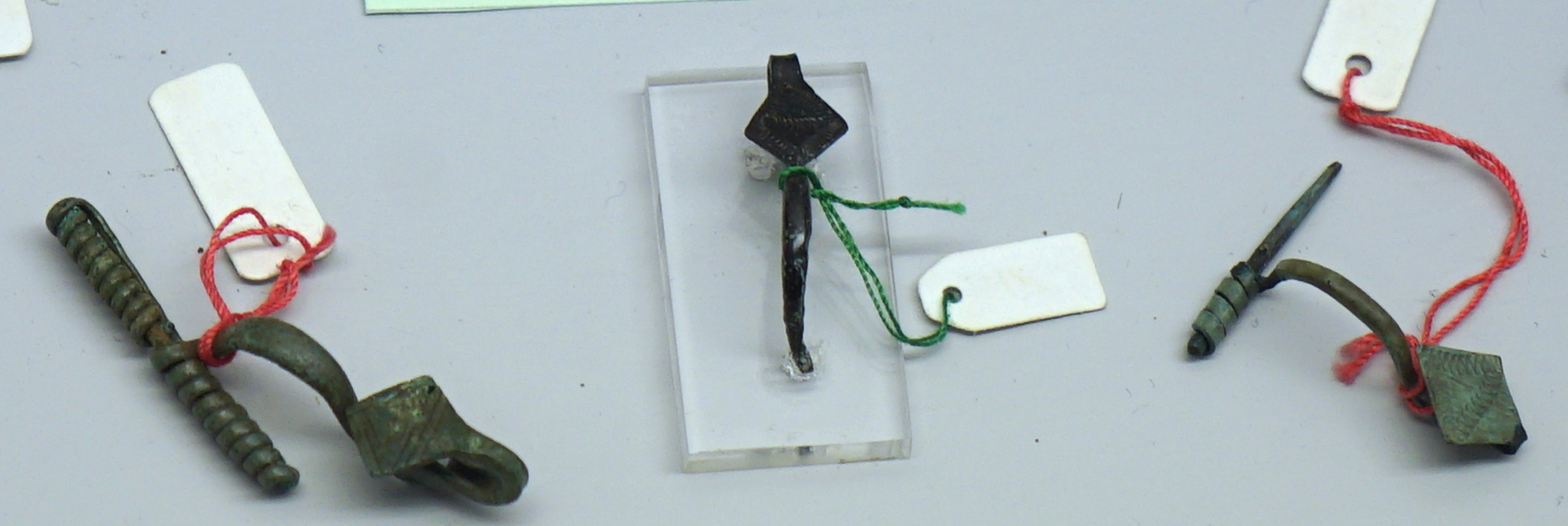
à palette,
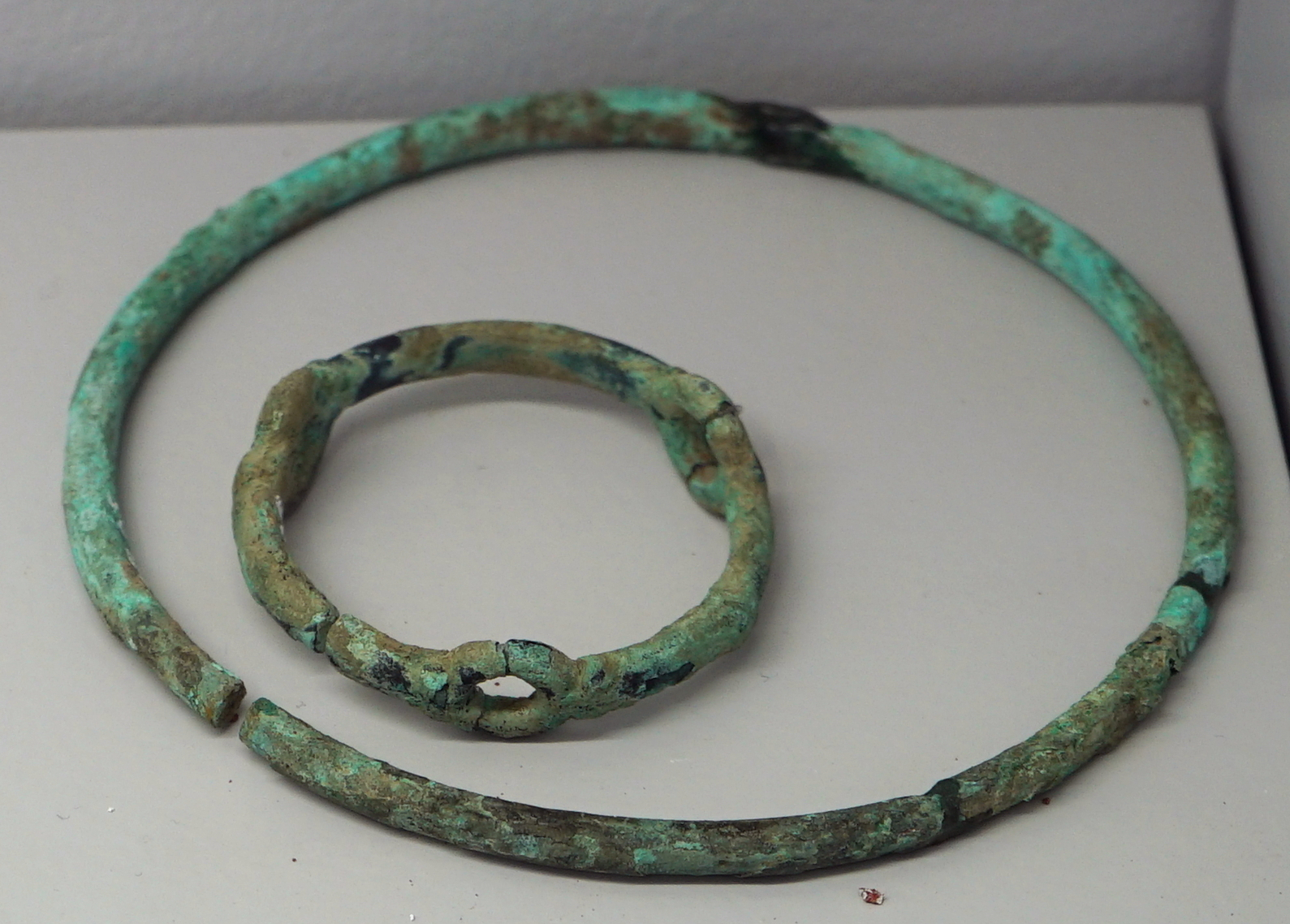
Torque et bracelet.

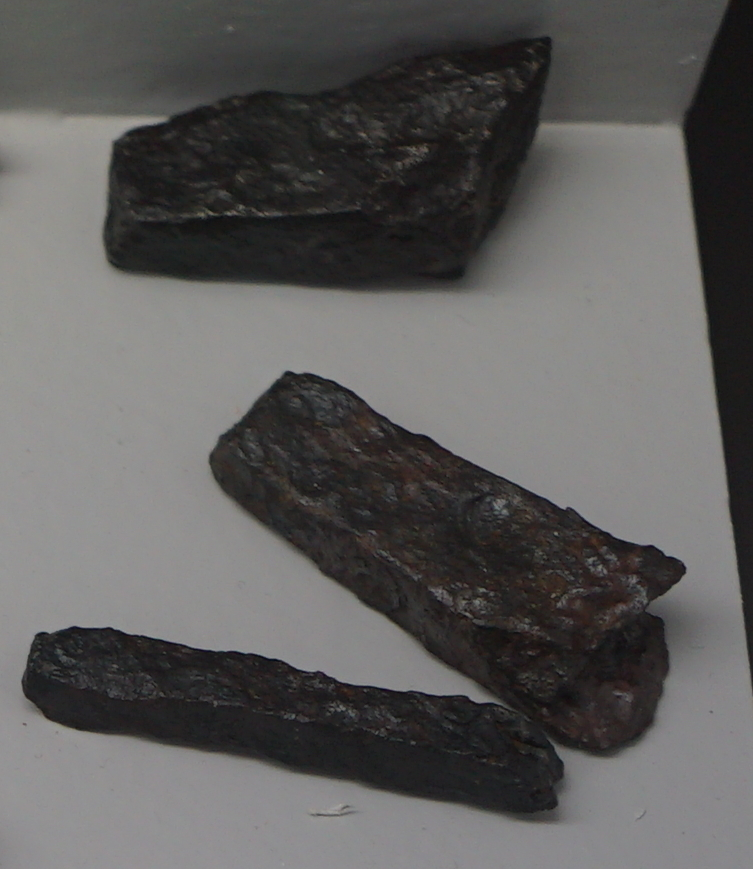
Rebus de production.
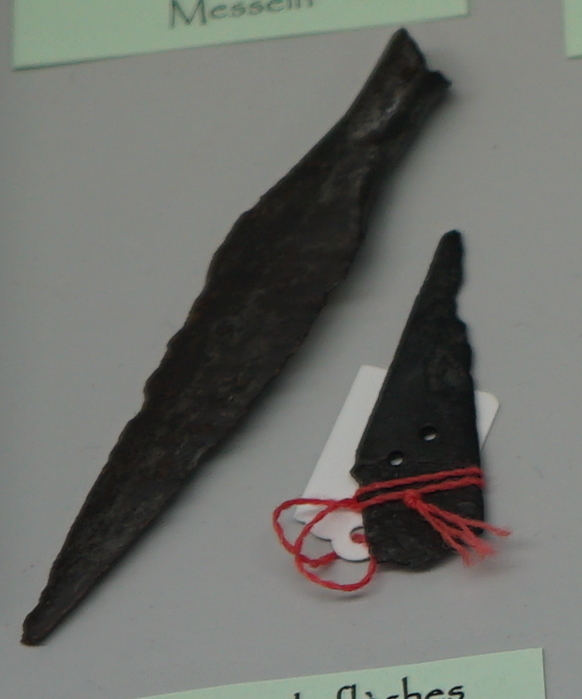
Pointes de flèches.
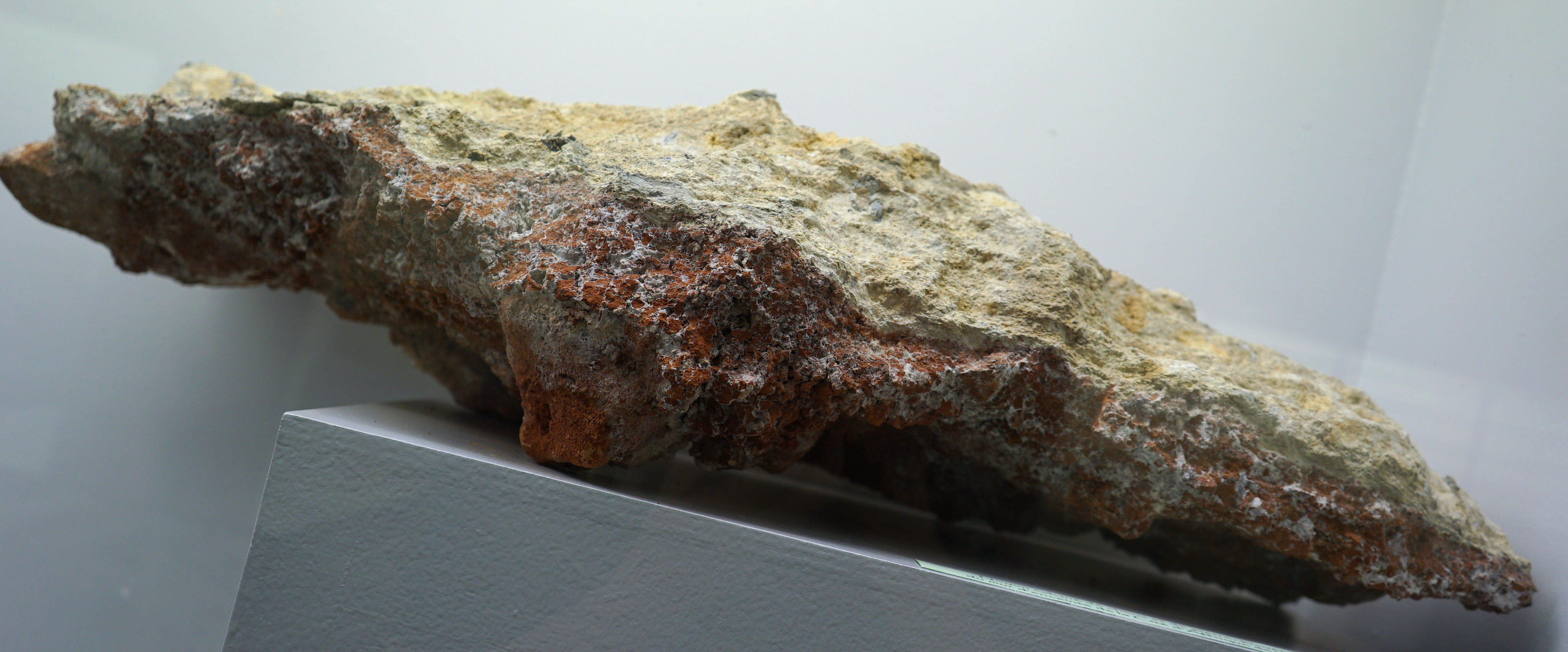
Mur vitrifié.

## Divers
Le site a donné son nom au club de tir à l'arc de Ludres : La Flèche d'Affrique.

### Sources anciennes
- Jules Beaupré, « Fouilles exécutées en 1908 au camp d'Affrique (Messein, M.-et-M.) », Bulletin mensuel de la Société d'archéologie lorraine et du Musée historique lorrain, vol. 10, nos 8-9,‎ août-septembre 1910, p. 187–193 (ISSN 1770-6149, lire en ligne) ; repris dans L'enceinte dite camp de César, Messein (Meurthe-et-Moselle) : Fouilles de 1908, Nancy, A. Crépin-Leblond, 1910, 9 p.
- Jules Beaupré, « Contribution à l'étude du camp d'Affrique, Messein (Meurthe-et-Moselle) », Mémoires de la Société d'archéologie lorraine et du Musée historique lorrain, 4e série, vol. 12,‎ 1912, p. 339–408 (ISSN 1770-6122, lire en ligne) ; repris dans Contribution à l'étude de l'habitation aux débuts de la Tène : Nouvelles recherches au camp d'Affrique, Messein (Meurthe-et-Moselle), Nancy, A. Crépin-Leblond, 1912, 72 p.

### Sources contemporaines
- Laurent Olivier, « Un fond de cabane protohistorique au camp d'Affrique : Découverte d'un fond de cabane du Hallstattien Ancien dans l'enceinte du camp d'Affrique (Messein, Meurthe-et-Moselle, Nancy-Est) », Sites, no 10,‎ 1981, p. 21–24 (ISSN 0181-6586).
- James Eveillard et Jean-Claude Bignon (dir.), Forteresses et habitats protohistoriques à l'âge du fer en Europe tempérée : Étude d'un site, la cité d'Affrique à Messein (Meurthe-et-Moselle), Villers-lès-Nancy, École d'architecture de Nancy, 1982, 74 p. (SUDOC 261383140).
- James Eveillard, « L'Oppidum dit « Cité d'Affrique » à Messein (Meurthe-et-Moselle) : État de la question », Annales de l'Est, 5e série, vol. 37, no 3,‎ 1985, p. 171–191.
- Patrick Duval, James Eveillard, Jean-Paul Lagadec et Marc Leroy, « Témoins des activités métallurgiques à la cité d’Affrique », Les Cahiers lorrains, Société d'histoire et d'archéologie de la Lorraine, no 2,‎ 1988, p. 113–118 (lire en ligne).
- Jean-Paul Lagadec, Patrick Duval, James Eveillard, Marc Leroy et Alain Ploquin, « Bilan de sept campagnes de fouilles à la cité d'Affrique de Messein (Meurthe-et-Moselle) (1981-1987) », Revue archéologique de l'Est et du Centre-Est, vol. 40, no 2,‎ 1989, p. 147–197 (ISSN 0035-0745).
- Patrick Duval, James Eveillard, Jean-Paul Lagadec et Alain Ploquin, « L'âge du Fer en Lorraine : Les remparts calcinés de la Cité d'Affrique », Archéologia, no 274,‎ 1991, p. 52–59.
- Alain Ploquin, Jean-Paul Lagadec et Marc Leroy, « Apports de la pétrographie et de la géochimie à l'interprétation du site protohistorique dit « camp d'Affrique » (Messein, Meurthe-et-Moselle, Lorraine) : Métallurgie, rempart à « noyau calciné » », Mémoires de la Société géologique de France, vol. 160,‎ 1992, p. 55–65 (ISSN 0249-7549).
- Dans Frédérique Boura (dir.), Jeannot Metzler (dir.) et Andrei Miron (dir.), Archaeologia Mosellana : Archéologie en Sarre, Lorraine et Luxembourg, vol. 2 : Interactions culturelles et économiques aux Âges du Fer en Lorraine, Sarre et Luxembourg (actes du XIe colloque de l'Association française pour l'étude des Âges du Fer en France non méditerranéenne (AFEAF), à Sarreguemines, 1er-3 mai 1987), Metz / Saarbrücken / Luxembourg, Service régional de l'archéologie de Lorraine / Staatliches Konservatoramt des Saarlandes / Musée national d'histoire et d'art, 1993, 439 p. (ISBN 3-927856-02-9) :
  - Jean-Paul Lagadec, Patrick Duval, James Eveillard, Marc Leroy et Alain Ploquin, « La Cité d'Affrique, habitat fortifié du premier âge du Fer : L'apport des nouvelles fouilles », p. 149–173 ;
  - Alain Ploquin, Patrick Duval, James Eveillard, Jean-Paul Lagadec, Marc Leroy, « Les noyaux calcinés du rempart hallstattien de la cité d'Affrique (Messein, 54) : Données archéométriques et interprétation », p. 175–199.
- Jean-Paul Lagadec, Patrick Duval, James Eveillard, « Dernière année de fouille à la Cité d'Affrique de Messein (Meurthe-et-Moselle) », dans Bruno Chaume (dir.), Jean-Pierre Mohen (dir.) et Patrick Périn (dir.), Archéologie des Celtes : Mélanges à la mémoire de René Joffroy, Montagnac, M. Mergoil, coll. « Protohistoire européenne » (no 3), 1999, 328 p. (ISBN 2-907303-17-1), p. 207–212.
- Nicolas Tikonoff et Sylvie Deffressigne-Tikonoff, « Première approche de la céramique du site fortifié de hauteur de la Cité d'Affrique à Messein (Meurthe-et-Moselle) », dans Stephan Fichtl (dir.), Archaeologia Mosellana : Archéologie en Sarre, Lorraine et Luxembourg, vol. 5 : Les oppida du Nord-Est de la Gaule à La Tène finale (actes des Journées d'étude à Nancy, 17-18 novembre 2000)), Metz / Saarbrücken / Luxembourg, Service régional de l'archéologie de Lorraine / Staatliches Konservatoramt des Saarlandes / Musée national d'histoire et d'art, 2003, 455 p. (SUDOC 081367090), p. 239–269.
- Jean-Paul Lagadec, « La Cité d'Affrique de Messein, habitat fortifié du Ve siècle avant notre ère », Études touloises, Association des Boucles de la Moselle, no 119,‎ 2006, p. 23–29 (lire en ligne).
- Sylvie Deffressigne, « Un nouvel ensemble de céramiques de « La Cité d’Affrique » à Messein (Meurthe-et-Moselle) et la question de la fin du Hallstatt D1 et du Hallstatt D2 en Lorraine », dans Clément Féliu, Géraldine Alberti et Gilles Pierrevelcin, Transalpinare : Mélanges offerts à Anne-Marie Adam (Rhin, Meuse, Moselle), Bordeaux et Pessad, Ausonius, coll. « Mémoires » (no 36), 2014, 481 p. (ISBN 978-2-35613-085-3, HAL halshs-01262039/), p. 375–385.